# HD116363
HD116363 — хімічно пекулярна зоря спектрального класу A2, що має видиму зоряну величину в смузі V приблизно  8,8.
Вона  розташована на відстані близько 756,7 світлових років від Сонця.